# Centallo
Centallo ist eine Gemeinde in der italienischen Provinz Cuneo (CN), Region Piemont.

## Lage und Einwohner
Centallo liegt 15 km nördlich von der Provinzhauptstadt Cuneo entfernt, am kleinen Fluss Grana. Die Gemeinde besteht aus den Ortsteilen Boschetti, Roata Chiusani, San Biagio. Centallo hat seit 1854 einen Bahnhof an der Bahnstrecke Fossano-Cuneo.
Das Gemeindegebiet umfasst eine Fläche von 42,49 km² und hat 6937 Einwohner (Stand 31. Dezember 2023). Die Nachbargemeinden sind Castelletto Stura, Cuneo, Fossano, Montanera, Tarantasca und Villafalletto.

## Geschichte

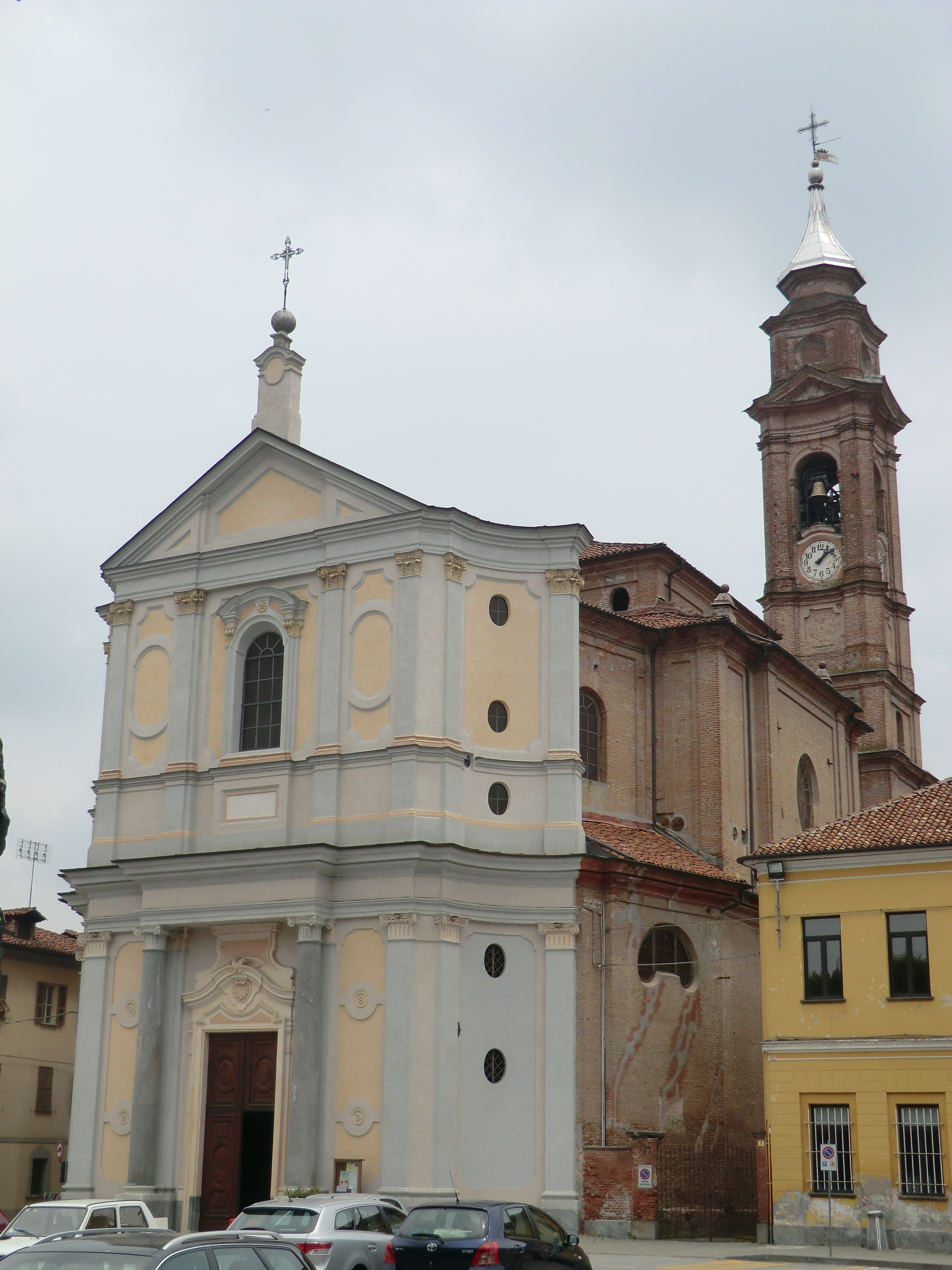
San Giovanni Battista

Die ersten Siedlungen in der Gegend gehen auf die vorrömische Zeit zurück, möglicherweise keltisch, wie die archäologischen Funde in der Umgebung der Stadt belegen. Sein Charakter als Dorffestung, als Außenposten gegen die Gallier, stützt die These der Ableitung des Ortsnamens vom Verb „cingere“ durch das lateinische Wort CINCTALIS, das „von einer Hecke umgebenes Grundstück“, also „Verteidigung“, bedeutet '. Die ersten mittelalterlichen Zeugnisse stammen aus der zweiten Hälfte des 12. Jahrhunderts und berichten über den Namen Cental, der auf CENTALLUS zurückgeht.
Aufgrund seiner strategischen Lage wurde es von Cuneo, Saluzzo und den Savoyern umkämpft und war verschiedenen Herrschaften und feudalen Verwaltungen unterworfen. Im Besitz der Turiner Kirche, der Markgrafen von Saluzzo und der Anjou, gelangte es anschließend an das Adelshaus der Bolleri, treu dem König von Frankreich, der die Belehnung des Centalla-Lehens bis zum Aussterben ihrer Linie in der zweiten Hälfte des 17. Jahrhunderts behielt. Danach ging es an die Familie Savoyen über und wurde weiterhin von den in der Gegend geführten Kriegen heimgesucht und erlitt zahlreiche Zerstörungen, insbesondere nach den verschiedenen Belagerungen in Cuneo. Nach der napoleonischen Invasion herrschte eine Zeit der Ruhe, eine Folge der verringerten strategischen Bedeutung dieser Ecke des Piemont. Unter den Denkmälern stechen der Marquispalast und die Pfarrkirche San Giovanni Battista aus dem 18. Jahrhundert mit wertvollen Verzierungen, die an der Stelle der Burgkapelle errichtet wurde und im 16. Jahrhundert bei einigen Belagerungen zerstört wurde, hervor. Die alte Kirche Santa Maria a Nives, die Kapelle San Giovanni Evangelista und die Kirche Santissima Trinità mit wertvollen Fresken aus dem 15., 16. und 17. Jahrhundert sind ebenso wertvolle Bauten. Zahlreiche andere Kirchen und Kapellen sind über das ganze Land verstreut.

## Persönlichkeit
- Michele Pellegrino, (* 1903; † 1986), Erzbischof von Turin